# Mariana Cordero
Mariana Cordero (Sevilla, 15 de julio de 1949) es una actriz española. Ha aparecido en más de treinta filmes desde 1980 y también es maestra de actores.
Conocida por sus papeles de Begoña Espinosa en La que se avecina o Teresa García en El accidente.

## Trayectoria

### Cine
| Año  | Título                             | Cadena              |
| ---- | ---------------------------------- | ------------------- |
| 1999 | Solas                              | Mujer centro social |
| 2003 | Al sur de Granada                  | Máxima              |
| 2004 | Recambios                          | Portera             |
| 2005 | Playa del futuro                   | Ana                 |
| 2005 | Princesas                          | Pilar               |
| 2005 | La vida perra de Juanita Narboni   | Sra. Narboni        |
| 2006 | Películas para no dormir: La culpa | Teresa              |
| 2007 | El corazón de la tierra            | Isabel              |
| 2007 | La torre de Suso                   | Mercedes            |
| 2008 | 3 días                             | Rosa                |
| 2010 | La vida empieza hoy                | Rosita              |
| 2010 | Todo lo que tú quieras             | Madre de Leo        |
| 2014 | Blue Lips                          | Sagrario            |
| 2015 | Techo y comida                     | María               |
| 2015 | La novia                           | Suegra              |
| 2018 | Animales sin collar                | Madre de Víctor     |
| 2019 | Lo nunca visto                     | Marga               |
| 2019 | La influencia                      | Srta. Mejido        |
| 2020 | Ane                                | Antonia             |
| 2023 | Kepler Sexto B                     | Mariana             |

### Series de televisión
| Año                    | Título                             | Cadena      | Personaje                 | Notas        |
| ---------------------- | ---------------------------------- | ----------- | ------------------------- | ------------ |
| 1998                   | Andalucía, un siglo de fascinación | Canal Sur   | Directora de fundación    | 1 episodio   |
| 2001                   | Periodistas                        | Telecinco   | Angelita                  | 1 episodio   |
| 2002                   | Padre coraje                       | Antena 3    | María                     | 3 episodios  |
| 2002                   | El comisario                       | Telecinco   | Carmen                    | 1 episodio   |
| 2002                   | Hospital Central                   | Telecinco   | Soledad                   | 1 episodio   |
| 2003                   | La Mari                            | Canal Sur   | Señora Rosa               | 2 episodios  |
| 2003                   | El pantano                         | Antena 3    | Rosa                      | 9 episodios  |
| 2003; 2005             | Aquí no hay quien viva             | Antena 3    | Teresa Castillo           | 4 episodios  |
| 2006                   | Los Serrano                        | Telecinco   | Sofía                     | 1 episodio   |
| 2006                   | Hospital Central                   | Telecinco   | Carmen Asensio            | 2 episodios  |
| 2007                   | Escenas de matrimonio              | Telecinco   | Eugenia                   | 1 episodio   |
| 2008                   | El comisario                       | Telecinco   | Pepa                      | 1 episodio   |
| 2009                   | Días sin luz                       | Antena 3    | Abuela                    | 2 episodios  |
| 2009                   | Acusados                           | Telecinco   | Celia García              | 7 episodios  |
| 2009                   | Paquirri                           | Telecinco   | Agustina Pérez            | 2 episodios  |
| 2009; 2012; 2014; 2023 | La que se avecina                  | Telecinco   | Begoña Espinosa           | 4 episodios  |
| 2010                   | Los hombres de Paco                | Antena 3    | Trinidad Millán Rodríguez | 4 episodios  |
| 2010                   | Gran Reserva                       | La 1        | Amelia                    | 2 episodios  |
| 2011                   | La pecera de Eva                   | Telecinco   | Madre de La López         | 1 episodio   |
| 2011                   | Los protegidos                     | Antena 3    | Amalia                    | 1 episodio   |
| 2011                   | Hoy quiero confesar                | Telecinco   | Doña Juana                | 2 episodios  |
| 2011                   | La Duquesa II                      | Antena 3    | Ama de llaves             | 2 episodios  |
| 2011                   | Parejología 3x2                    | Telecinco   | Eugenia                   | 3 episodios  |
| 2012                   | Cuñados                            | Telecinco   | Eugenia                   | 9 episodios  |
| 2014                   | El Rey                             | Telecinco   | Carmen Polo               | 3 episodios  |
| 2014-2015              | Águila Roja                        | La 1        |                           | 7 episodios  |
| 2015                   | Bajo sospecha                      | Antena 3    | Catalina Fernández        | 2 episodios  |
| 2015                   | Seis hermanas                      | La 1        | Josefa                    | 2 episodios  |
| 2017-2018              | El accidente                       | Telecinco   | Teresa García             | 12 episodios |
| 2018                   | La verdad                          | Telecinco   | Adela                     | 3 episodios  |
| 2020                   | Veneno                             | Atresplayer | Suegra de Valeria         | 1 episodio   |
| 2022                   | Desaparecidos                      | Prime Video | Felisa                    | 1 episodio   |
| 2023                   | La chica de nieve                  | Netflix     | Joaquina                  | 1 episodio   |

### Teatro
- Éramos tres hermanas (2014), de Chéjov